# I Can't Get Enough (Benny Blanco, Tainy, Selena Gomez e J Balvin)
I Can't Get Enough è un singolo del produttore discografico statunitense Benny Blanco, del produttore discografico portoricano Tainy, della cantante statunitense Selena Gomez e del cantante colombiano J Balvin, pubblicato il 28 febbraio 2019 e incluso nell'album in studio collaborativo di Benny Blanco e Gomez I Said I Love You First.

## Antefatti
Gomez ha dato un'anteprima della collaborazione dopo che ha pubblicato una sua foto in cui indossava il merchandise di Benny Blanco e di quello che sembrava essere il set di un video musicale. In seguito, la cantante ha rivelato il titolo della collaborazione.
J Balvin in un'intervista per Entertainment Tonight ha dichiarato che Gomez nella traccia avrebbe cantato in inglese, mentre lui in spagnolo. Balvin ha anche parlato positivamente di Gomez, definendola «umile» e «sorprendente». In un'altra intervista, Balvin ha detto che Tainy l'ha invitato a partecipare alla canzone e che ha pensato che sarebbe stato un «successo mondiale».

## Descrizione
Si tratta di un brano di musica elettronica e urban suonato in chiave di Si bemolle minore a tempo di 95 battiti al minuto. È stato scritto da Mike Sabath, Cris Chiluiza, Jesús M. Nieves Cortes insieme ai produttori Benny Blanco e Tainy, nonché agli artisti Selena Gomez e J Balvin e ha una durata di 2 minuti e 38 secondi. Selena apre la traccia con un ronzio, mentre J Balvin segue il rapping in spagnolo. Secondo Jessica Roiz per Billboard, il testo parla di «una relazione bollente e spinta».

## Video musicale
Il video, diretto da Jake Schreirer, è stato reso disponibile il 12 marzo 2019 attraverso il canale YouTube di Benny Blanco. Il video one-shot mostra i quattro artisti che ballano su un letto gigantesco, creando un effetto ottico che li fa sembrare minuscoli. Selena Gomez, J Balvin e Tainy indossano un pigiama, mentre Benny Blanco è vestito con un grande abito da orsacchiotto. Il video mostra prima Gomez che cammina e balla, in seguito con Balvin, Tainy e Blanco, poi tutti e quattro ballando insieme nell'ultima parte del video.

## Tracce
Testi e musiche di Cristina Chiluiza, Jhay Cortez, Marco Masis, Mike Sabath, Benjamin Levin, Selena Gomez e José Osorio.
1. I Can't Get Enough – 2:38

## Successo commerciale
I Can't Get Enough ha debuttato alla 93ª posizione della Billboard Hot 100, per poi raggiungere la 66ª nella sua terza settimana, dopo essere salito di 27 posti. Nel Regno Unito, invece, ha raggiunto la 42ª posizione grazie a 9 377 unità di vendita. Nella classifica dei singoli irlandese ha raggiunto la 20ª posizione durante la sua terza settimana di permanenza.

## Classifiche

### Classifiche settimanali
| Classifica (2019) | Posizione massima |
| ----------------- | ----------------- |
| Argentina         | 100               |
| Australia         | 43                |
| Austria           | 38                |
| Belgio (Fiandre)  | 39                |
| Belgio (Vallonia) | 48                |
| Canada            | 33                |
| Francia           | 91                |
| Germania          | 53                |
| Grecia            | 11                |
| Irlanda           | 20                |
| Italia            | 53                |
| Lettonia          | 14                |
| Lituania          | 9                 |
| Paesi Bassi       | 86                |
| Portogallo        | 35                |
| Regno Unito       | 42                |
| Repubblica Ceca   | 17                |
| Romania           | 77                |
| Singapore         | 18                |
| Slovacchia        | 7                 |
| Spagna            | 41                |
| Stati Uniti       | 66                |
| Svezia            | 53                |
| Svizzera          | 28                |
| Ungheria          | 7                 |

### Classifiche di fine anno
| Classifica (2019) | Posizione |
| ----------------- | --------- |
| Portogallo        | 132       |
| Ungheria          | 90        |

## Date di pubblicazione
| Paese       | Data di pubblicazione | Formato                     |
| ----------- | --------------------- | --------------------------- |
| Italia      | 4 marzo 2019          | Airplay                     |
| Stati Uniti | 12 marzo 2019         | Contemporary hit radio      |
| Stati Uniti | 12 marzo 2019         | Rhythmic contemporary radio |